# هارولد إينيس
هارولد آدم اينيس (5 نوفمبر 1894- 8 نوفمبر 1952) أستاذ كندي في علم الاقتصاد السياسي في جامعة تورونتو ومؤلف أعمال أساسية عدة في الإعلام ونظرية الاتصال والتاريخ الاقتصادي الكندي. سُميت الكلية التابعة لجامعة تورنتو «اينيس» تيمناً به. على الرغم من صعوبة وكثافة نثره، إلا أن الدارسين يعتبرونه واحد من أكثر مفكرين كندا أصالة. ولقد ساعد في تطوير فرضية المواد الغذائية والتي تفترض أن ثقافة كندا وتاريخها السياسى والاقتصادي قد تأثروا بصورة حاسمة بإستثمار وتصدير مجموعة من السلع الرئيسية مثل الفرو والسمك والخشب والقمح والمعادن المنجمية والوقود الأحفوري.
توضح كتابات اينيس دور الاعلام في تكوين ثقافة وتطور الحضارات. فلقد أثبت أن الصور الكتابية والشفاهية للتواصل ساهمت في ازدهار الحضارة الاغريقية في القرن الخامس قبل الميلاد.

## جذوره الريفية

### النشأة
وُلد إينيس في 5 نوفمبرعام 1894 في مزرعة ماشية وألبان صغيرة بالقرب من مجتمع أوترفيل في مقاطعة أكسفورد جنوب غرب أونتاريو. حين كان صبيًا أحب وتيرة وروتين حياة المزرعة ولم ينسَ أبدًا أصوله الريفية. قامت والدته، ماري آدامز إينيس، بتسميته هيرالد، على أمل أن يصبح وزيرًا في العقيدة المعمدانية الإنجيلية المتشددة التي آمنت بها هي وزوجها ويليام. في ذلك الوقت، كانت الكنيسة المعمدانية جزءًا مهمًا من الحياة في المناطق الريفية. فقد أعطت الأسر المنعزلة إحساسًا بالمجتمع وجسّدت قيم الفردية والاستقلال. لم تكن تجمعاتهم البعيدة تخضع لسلطة مركزية بيروقراطية. أصبح إينيس في حياته اللاحقة لاأدريًا، لكنه لم يفقد اهتمامه بالدين. ووفقًا لصديقه وكاتب سيرته الذاتية دونالد كريغتون، فإن الكنيسة قَولبت شخصية إينيس:
إن الإحساس الصارم بالقيم والشعور بالإخلاص لقضية ما، والتي أصبحت سمته المميزة في حياته اللاحقة، كانت مستمدة، جزئيًا على الأقل، من التعليمات التي عُلمت بحماسة وبدون تشكيك داخل جدران الكنيسة المعمدانية شديدة البساطة في أوترفيل.
قصد إينيس المدرسة المكونة من غرفة واحدة في أوترفيل والمدرسة الثانوية المحلية. سافر مسافة 20 ميلاً (32 كم) بالقطار إلى وودستوك، في أونتاريو، لإكمال تعليمه الثانوي في كلية يديرها المعمدانيون. نوى أن يصبح مدرّسًا في مدرسة عامة واجتاز امتحانات القبول لتدريب المعلمين، لكنه قرر أن يأخذ إجازة لمدة عام لكسب المال الذي سيحتاجه لإعالة نفسه في كلية المعلمين في أونتاريو. في سن الثامنة عشر، عاد إلى المدرسة المكونة من غرفة واحدة في أوترفيل للتدريس لمدة فصل دراسي واحد حتى يتمكن مجلس المدرسة المحلي من تعيين معلم مؤهل بشكل تام. جعلته هذه التجربة يدرك أن حياة المعلم في مدرسة ريفية صغيرة لم تكن مناسبةً له.

### دراساته الجامعية
في أكتوبر عام 1913، بدأ إنيس دراسته في جامعة ماكماستر (حينها كانت في تورنتو). كانت جامعة ماكماستر اختيارًا طبيعيًا بالنسبة له لأنها كانت جامعة معمدانية والعديد من الطلاب الذين ارتادوا كلية وودستوك ذهبوا إلى هناك. شجع أساتذة الفنون الليبرالية في ماكماستر التفكير النقدي والنقاش. تأثر إنيس بشكل خاص بجيمس تين بروك، المسؤول الوحيد في قسم الفلسفة في الجامعة. طرح تين بروك سؤالاً مقاليًا فكر فيه إنيس لبقية حياته: «لماذا نهتم بالأشياء التي كُرسنا لها؟».
قبل سنته الجامعية الأخيرة في ماكماستر، أمضى إنيس فصلًا صيفيًا للتدريس في مدرسة نورثرن ستار في مجتمع الزراعة الحدودي في لاندونفل، بالقرب من فيرميليون، في ألبرتا. جعلته هذه التجربة يشعر برحابة كندا. كما تعرف على شكاوى المناطق الغربية بشأن أسعار الفائدة المرتفعة وتكاليف النقل الباهظة. في سنته الجامعية الأخيرة، ركز إينيس على التاريخ والاقتصاد. لقد أخذ في حسبانه فكرة أدلى بها محاضر التاريخ دبليو إس والاس بأن التفسير الاقتصادي للتاريخ لم يكن التفسير المحتمل الوحيد ولكنه فسر بشكل أعمق.

## روابط خارجية
- هارولد إينيس على موقع الموسوعة البريطانية (الإنجليزية)